# Dasysyrphus shiloi
Dasysyrphus shiloi är en tvåvingeart som beskrevs av Barkalov 2007. Dasysyrphus shiloi ingår i släktet skogsblomflugor, och familjen blomflugor. Inga underarter finns listade i Catalogue of Life.